# 21俱樂部
21俱樂部（英語：21 Club），通常簡稱21，是一間美國傳統菜式餐廳和禁酒令時期的前地下酒吧，位於紐約市的第52街西21號。
由於2019冠狀病毒病疫情，該餐廳於2020年12月宣布關閉，並正在考慮如何使餐廳長期保持可行的運營。2021年3月，停業一年後，管理層解僱了員工。著名的草坪騎師雕像從門外正面被移走，標誌著一個時代的結束，這些都成為顧客和員工的回憶。

## 環境
酒吧間包括一間餐廳、一間休息室，以及顧名思義有一間酒吧。酒吧間的牆壁和天花板上覆蓋著由著名顧客捐贈的古董玩具和體育紀念品。21俱樂部大概最著名的特色是在入口上方裝飾在陽台的彩繪鑄鐵草坪騎師雕像。在1930年代，酒吧的一些富裕顧客帶來了21座代表他們擁有的馬廄比賽顏色的騎師雕像以表示感謝。建築外部有33座騎師雕像，門內還有2座騎師雕像。

## 歷史
俱樂部的第一個版本於1922年在格林威治村開張，由堂兄弟Jack Kreindler和Charlie Berns經營。它最初是一間小型地下酒吧，稱為紅頭（Red Head）。1925年遷移到華盛頓廣場（Washington Place）的地下室，並將其名稱改為Frontón。它在下一年便搬到了第49街西42號，改名為Puncheon Club，並且變得更加高檔。在1929年底，為了建造洛克斐勒中心，俱樂部便搬到現在的位置，並改名為「Jack and Charlie's 21」。
雖然在禁酒令期間多次被警方突襲，但場館的工作人員有辦法保護俱樂部免受當局的侵害。一旦突襲開始，控制桿系統就會翻倒酒吧的貨架，將酒瓶掃入一條滑道再溜到城市的下水道。酒吧還包括了一個秘密的酒窖，這個酒窖要透過磚牆上的一扇隱藏門進入，該磚牆是通向隔壁大樓（19號）的地下室。雖然今天仍然被用作為酒窖，但地窖的一部分已經改造成可容納20人的聚會來進行私人招待。21俱樂部還儲存了名人的私人藏酒，名人例如有總統約翰·甘迺迪、李察·尼克遜和傑拉爾德·福特，還有瓊·克勞馥、伊莉沙伯·泰萊、休伊·嘉莉、歐内斯特·海明威、伊萬·博斯基、諾斯托姆姐妹、法蘭·仙納杜拉、艾爾·喬遜、格洛里亞·範德比爾特、蘇菲亞·羅蘭、梅·蕙絲、莎莎·嘉寶、亞里士多德·奧納西斯、真·基利、格洛麗亞·斯旺森、茱地·嘉蘭、小山米·戴維斯和瑪麗蓮·夢露。

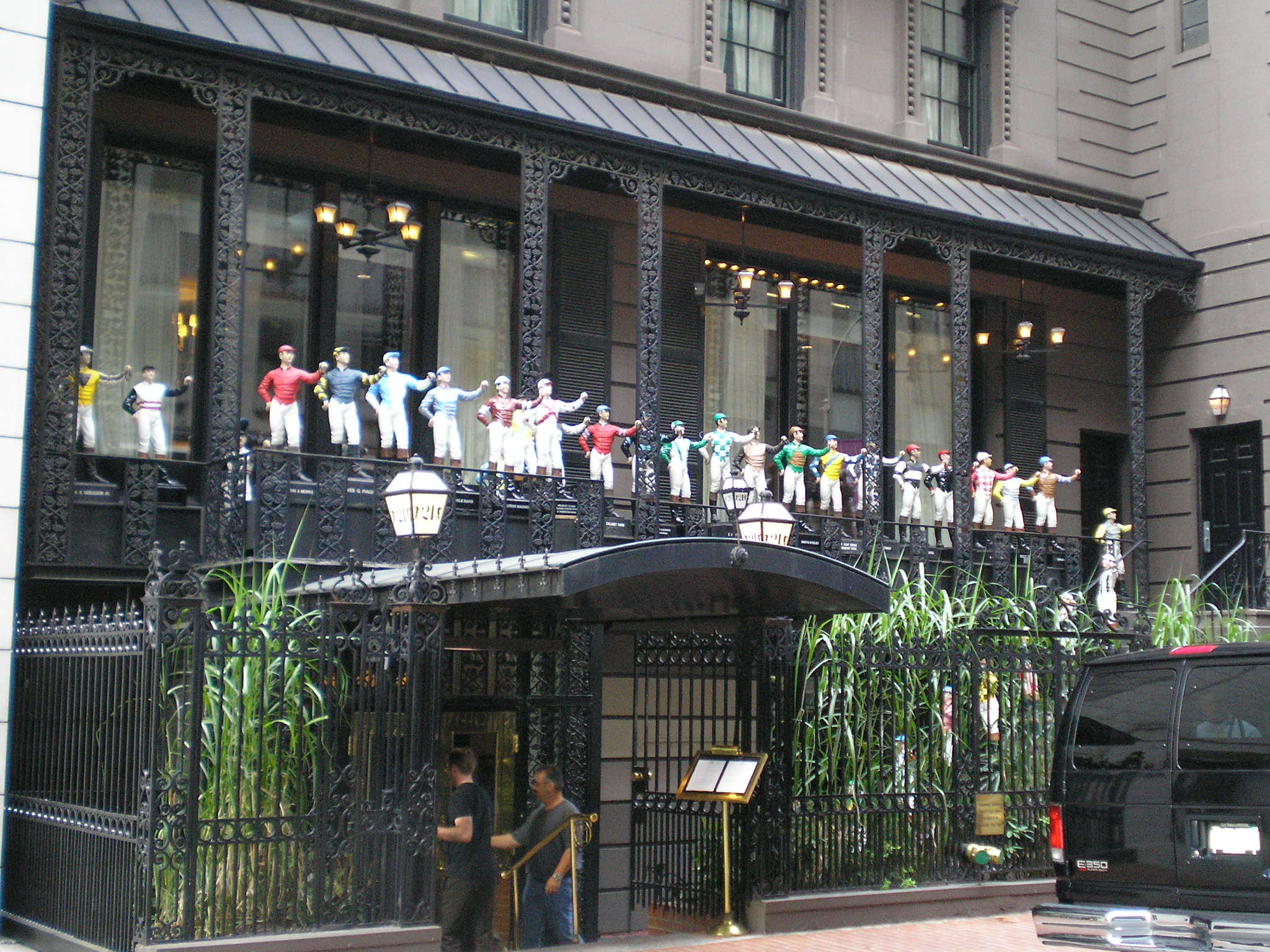
門口上面的騎師雕像

## 評價
由2003年起，餐廳是《Wine Spectator》大獎的得主。
2017年，《Zagat》給它的食物評分為4.3分（滿分為5分）。

## 深入閱讀
- Marilyn Kaytor，《"21": The Life and Times of New York's Favorite Club》（1975年）

## 外部連結
- The 21 Club Home Page（页面存档备份，存于）

40°45′37.8″N 73°58′38.6″W / 40.760500°N 73.977389°W